# Sittichok Paso
Sittichok Paso (født 28. januar 1999) er en thailandsk fodboldspiller.